# Dique Kokaral
El dique Kokaral o Kok-Aral es una presa de hormigón construida en el norte del que fue el mar de Aral. Se encuentra en la República de Kazajistán y separa las dos partes en las que ha quedado dividido el antiguo lago interior, el que, hasta hace tres décadas, era el cuarto más grande del mundo. La obra fue concluida en agosto de 2005.
El dique contiene las menguadas aguas del río Sir Daria. Como el mar de Aral Norte tiene mucha menos profundidad que el mar de Aral sur, el dique Kokaral permite contener las aguas en la parte norte del antiguo mar de Aral y evitar que se viertan en la parte sur. Es decir, el dique permite restaurar plenamente el dañado ecosistema del mar de Aral Norte, pero al precio de acelerar enormemente la desecación total del mar de Aral Sur, que científicamente se considera casi irrecuperable.
El dique Kokaral fue llamado así por la península del mismo nombre que conecta con la orilla opuesta del lago y que, de este modo, separa las dos partes del mar. El dique se construyó con arena local, pero debido a los problemas presupuestarios, su construcción fue abandonada en dos ocasiones, en 1992 y 1998. Desde que fue terminado se han apreciado cambios notables tales como un suavizamiento del clima local o la restauración de la fauna autóctona.

## Historia

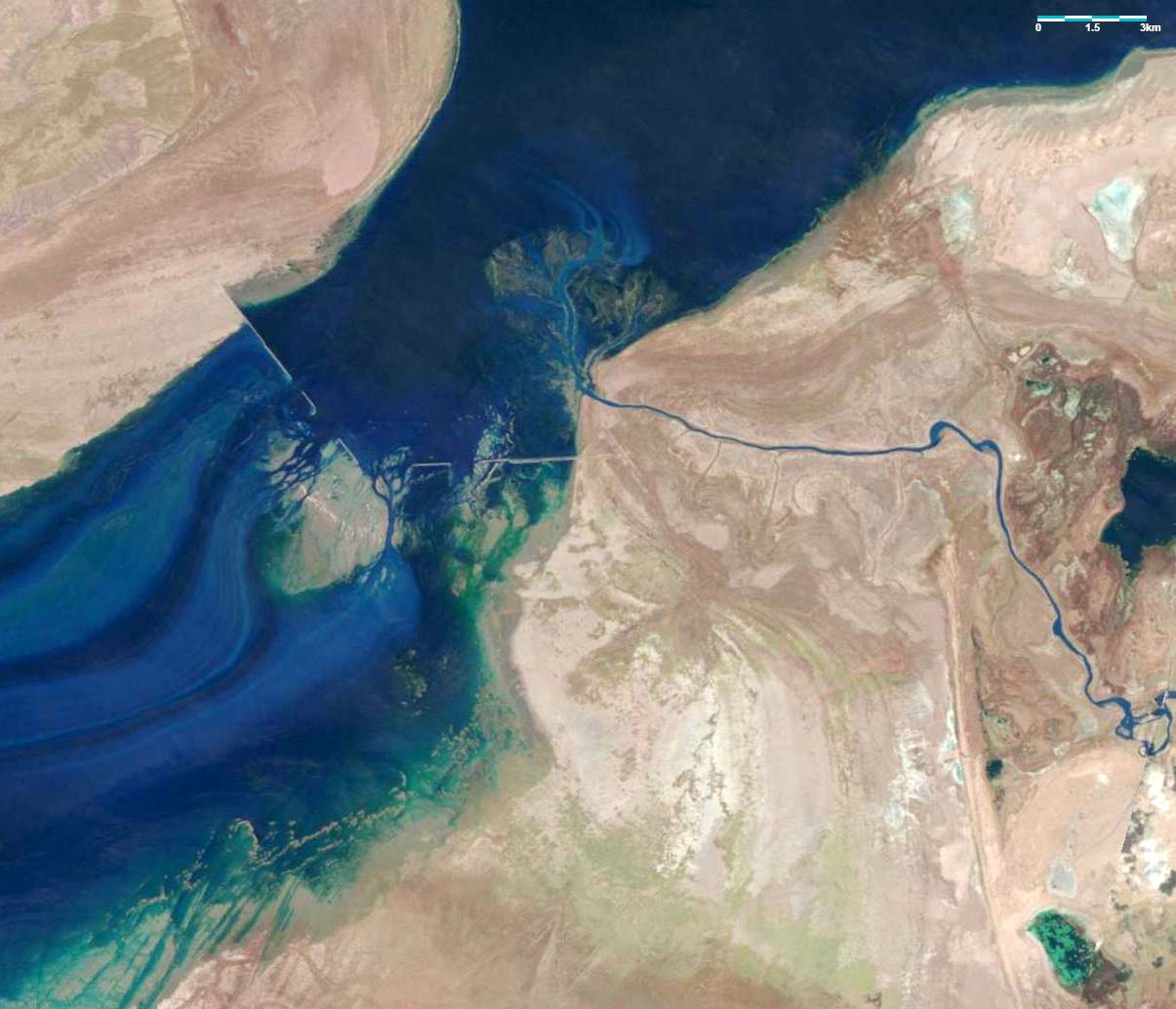
La rotura de la primera presa es visible en esta imagen de satélite del 30 de abril de 1999.

A medida que las aguas de los ríos que contribuyen al Aral se han ido redirigiendo progresivamente para el riego, los niveles de agua en el Aral han caído, la orilla retrocedió y la calidad del agua ha disminuido precipitadamente. El dique se construyó dos veces en el pasado con arena local, pero debido a la falta de fondos necesarios para fortalecerlo una vez que el nivel del agua en el Mar de Aral del Norte (y por lo tanto la presión sobre el dique) comenzó a aumentar, el dique fue arrastrado. Esto ocurrió en 1992 y 1998. Sin embargo, durante el breve tiempo que estuvo en pie el dique, ya se notaron cambios positivos: el clima se volvió más templado y la fauna se restableció parcialmente. Cuando el dique fue destruido, el nivel del agua volvió a bajar y gran parte del agua se vertió en el Mar de Aral del Sur. En algunos lugares, la costa del norte de Aral retrocedió hasta unos cientos de metros.
La actual presa de hormigón está financiada en gran medida por el Banco Mundial, así como por el gobierno kazajo, con un coste total de 85,8 millones de dólares. La estructura tiene 13 o 14 km de largo, su construcción se inició en 2003 y finalizó en el verano de 2005.

## Nivel del mar en el norte de Aral

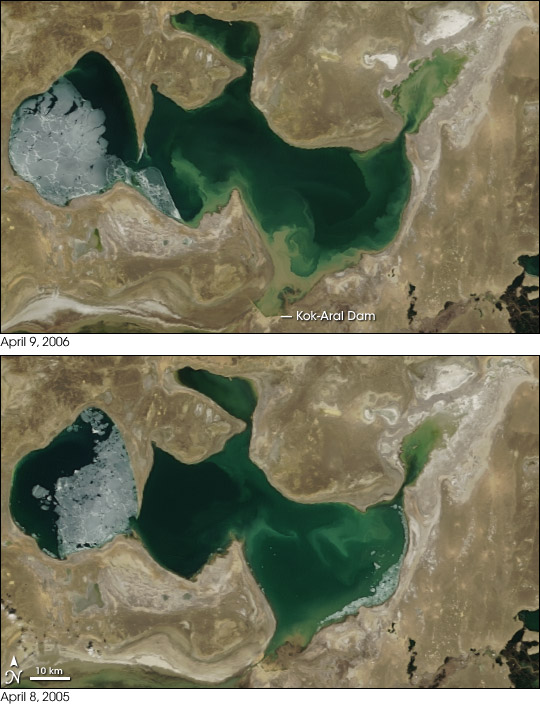
Comparación del mar de Aral Norte antes (abajo) y después (arriba) de la construcción del dique Kokaral.

Como resultado de la construcción del dique la salinidad de la parte norte ha disminuido. En 2006 se observó que el nivel del mar estaba recuperándose antes de lo esperado. "La presa ha provocado que el nivel del pequeño mar de Aral (la parte norte del mismo) haya subido unos 38 metros" "Bancos de pescado económicamente significantes han aparecido de nuevo, y los observadores que habían escrito sobre la catástrofe medioambiental del mar de Aral se sorprenderán al comprobar que la subida del nivel del agua está revitalizando en parte la industria pesquera y produciendo excedente para exportar a lugares tan lejanos como Ucrania". "El mar, que se había retirado casi 100 kilómetros al sur de la ciudad de Aralsk, se encuentra ahora a sólo 25 kilómetros", 12 en 2015.

## Perspectivas

Comparación del Mar de Aral del Norte en 2000 y 2011.

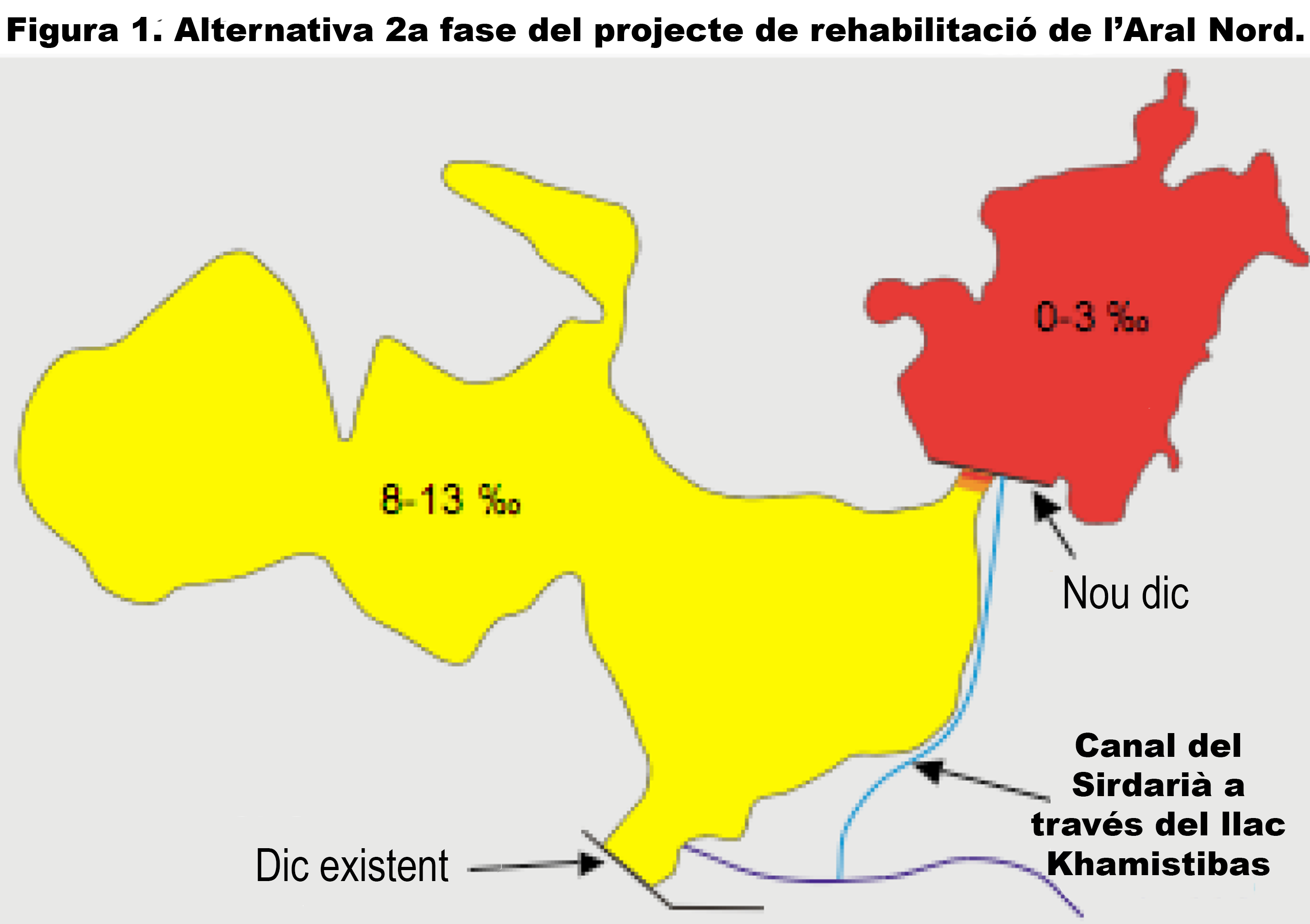
2ª fase alternativa del proyecto de rehabilitación del Mar Aral Norte (SYNAS II).

Se ha instalado un dispositivo acústico para evitar que los peces pasen la presa y se pierdan en el Mar de Aral del Sur.
El presidente Nursultán Nazarbáyev presentó un proyecto para elevarlo 6 metros, lo que permitiría que la industria pesquera volviera a su nivel anterior al desastre y que la ciudad de Aralsk volviera a ser un puerto. Este proyecto, estimado en 120 millones de dólares (98 millones de euros), se financiaría principalmente con los ingresos petroleros de Kazajistán. Este proyecto prevé también la desviación del cauce del río Sir Daria, la construcción de un puente y nuevas estructuras para explotar la energía hidroeléctrica. Las consecuencias esperadas son una caída de la salinidad y una duplicación o triplicación de la producción pesquera. El proyecto también debería permitir regar 63.000  ha de tierras agrícolas y 250.000  ha de pastos. Además, se protegerá a 15.000 personas de las inundaciones. Está previsto que las obras del proyecto, abreviado “РРССАМ-2”, comiencen en 2018. Sin embargo, tras los retrasos en la financiación del Banco Mundial, el Gobierno kazajo decidió a finales de 2019 iniciar el proyecto con fondos propios. En 2020 no se han iniciado las obras. Se destaca la falta de cooperación entre Kazajistán y Uzbekistán. La pandemia de Covid-19 y la crisis económica también tienen la culpa. El rápido derretimiento de los glaciares debido al calentamiento global y el colapso de una presa mal construida en Sardoba hacen temer por la falta de mantenimiento de la presa de Kokaral.
Otro proyecto sería la construcción de una presa río arriba, en la bahía de Saryshyganak, alrededor de la ciudad de Aralsk, para permitir que el agua llegue a la ciudad.
En la parte baja del mar, al sur, la excesiva evaporación y el insuficiente suministro de agua no permiten el mantenimiento de una masa de agua abierta. Las autoridades kazajas favorecen la creación de una zona pantanosa, con cursos de agua, cañaverales y praderas inundables.